# خانسما
خانسما (به لاتین: Khansama) یک منطقهٔ مسکونی در بنگلادش است که در ناحیه دیناج‌پور واقع شده‌است. خانسما ۱۷۹٫۷۲ کیلومتر مربع مساحت و ۱۲۳٬۷۸۲ نفر جمعیت دارد.